# Museum van Bibracte

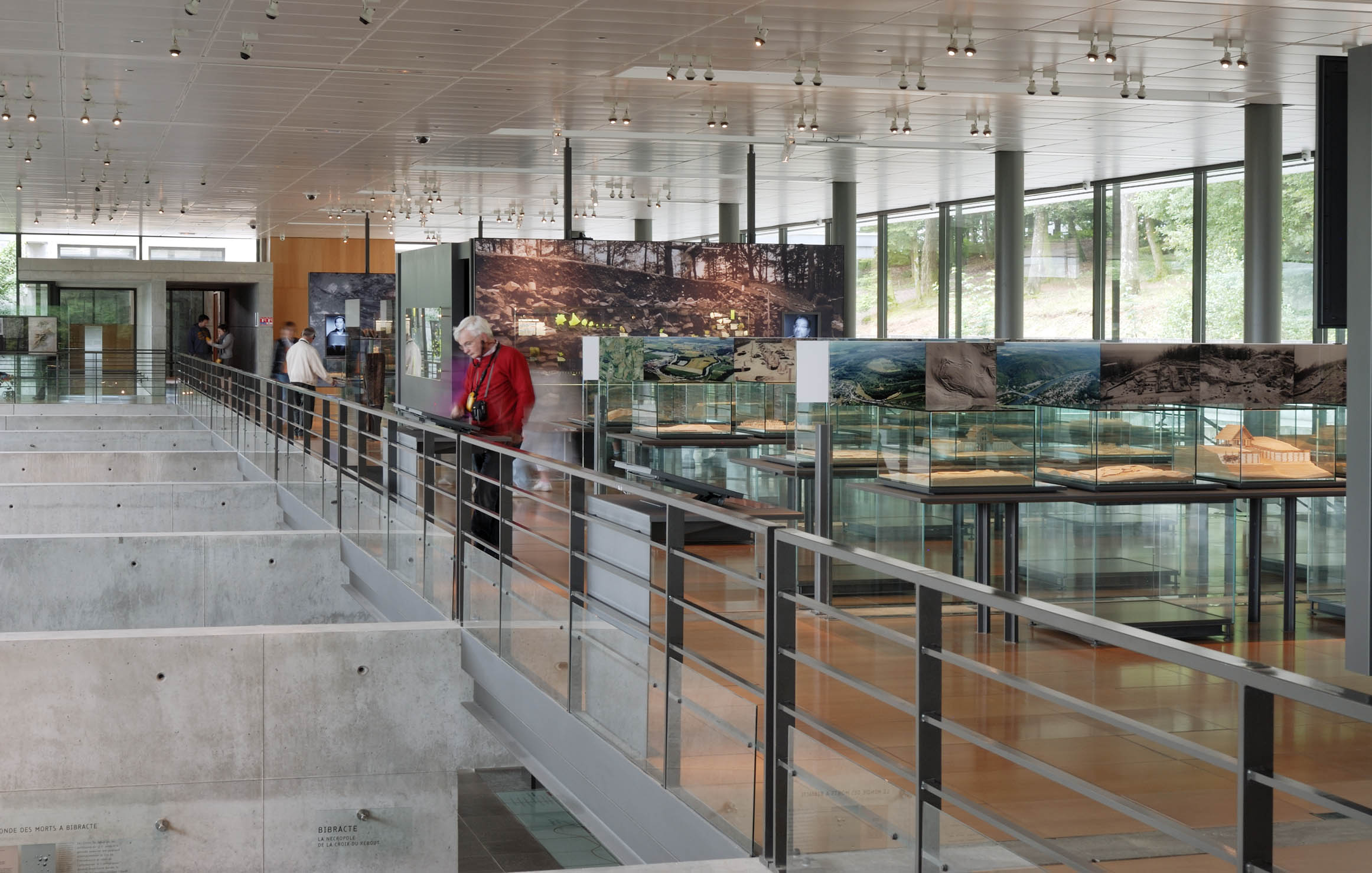
Het museum van Bibracte

Het Museum van Bibracte (Frans:Musée de Bibracte) is een museum op de Mont Beuvray in Bourgogne-Franche-Comté in Frankrijk. Het ligt tussen de bossen van de Morvan, vlak bij de archeologische site van Bibracte. Het museum werd geopend in 1995 door François Mitterand en was een van de 'Grands Travaux' (grote werken). Het museumgebouw werd ontworpen door Pierre-Louis Faloci. Het is een modern gebouw opgetrokken uit beton, hout, glas, metaal en natuursteen.
In de bovenste galerij op de eerste verdieping wordt aandacht besteed aan de geleidelijke verstedelijking van Europa, waarbij op het einde van de IJzertijd een netwerk ontstond van oppida. Er wordt aan de hand van films, animaties, vondsten en maquettes een beeld geschetst van de beschaving van de Kelten (Galliërs). Op de gelijkvloerse verdieping worden vondsten tentoongesteld van de archeologische opgravingen in Bibracte (munten, aardewerk,…). Verder wordt de evolutie geschetst van de opkomst tot het verval van het oppidum Bibracte op de Mont Beuvray.